# Concordia (ort i Colombia, Antioquia, lat 6,05, long -75,91)
Concordia är en ort i Colombia. Den ligger i departementet Antioquía, i den nordvästra delen av landet, 260 km nordväst om huvudstaden Bogotá. Concordia ligger 2 000 meter över havet och antalet invånare är 9 324.
Terrängen runt Concordia är bergig åt nordost, men åt sydväst är den kuperad. Concordia ligger uppe på en höjd. Runt Concordia är det ganska tätbefolkat, med 90 invånare per kvadratkilometer. Concordia är det största samhället i trakten. Omgivningarna runt Concordia är en mosaik av jordbruksmark och naturlig växtlighet.